# Gmina Saraj
Gmina Saraj (mac. Општина Сарај) – gmina tworząca jednostkę administracyjną Wielkie Skopje, będąca częścią skopijskiego regionu statystycznego (скопски регион).

## Demografia
Według spisu z 2002 roku gminę zamieszkiwało 35 408 osób. Pod względem narodowości większość mieszkańców stanowią Albańczycy (91,52%), a wśród mniejszości narodowych największą grupę tworzą Macedończycy (3,88%), pozostali zaś (4,6%).
W skład gminy wchodzą:
- 23 osiedla: Arnakija, Bojane, Bukowić, Czajlane, Dołno Swilare, Dworce, Głumowo, Gorno Swilare, Grczec, Kondowo, Kopanica, Kruszopek, Łaskarci, Liubin, Matka, Paniczari, Radusza, Raowić, Raszcze, Rudnik Radusza, Saraj, Semeniszte, Sziszewo.